# South East Africa Ltd.
South East Africa Ltd. war eine Gesellschaft zur Finanzierung der Ausbeutung der Goldlagerstätten in Südafrika.

## Geschichte
Sie wurde 1896 von dem 1892 vom Amt des Reichskommissars für das Kilimandscharogebiet der Deutschen Kolonie Deutsch-Ostafrika abgesetzten Carl Peters in London zunächst unter dem Namen Dr. Carl Peters Estates and Exploration Co. gegründet, nachdem er sich dorthin geflüchtet hatte, um nach der unehrenhaften Entlassung als Beamter aus dem Reichsdienst 1897 der Strafverfolgung durch die Deutsche Justiz wegen der Morde und anderer Verbrechen in der Kolonie zu entgehen.
Die Gesellschaft finanzierte und betrieb Goldbergbau in Südafrika. In mehreren Reisen erkundete diese Gesellschaft weitere Goldlagerstätten in Südrhodesien und Angola. Von 1899 bis 1905 unternahm Peters für seine Gesellschaft sechs Reisen nach Angola und Simbabwe. 1910 verkaufte er die Gesellschaft.